# Firstman Victor
Firstman Victor (ur. 10 lutego 1992) – nigeryjski zapaśnik walczący w stylu wolnym. Złoty medalista mistrzostw Afryki w 2012 i brązowy w 2018 roku.